# (1653) Yakhontovia
(1653) Yakhontovia es un asteroide perteneciente al cinturón de asteroides descubierto el 30 de agosto de 1937 por Grigori Nikoláievich Neúimin desde el observatorio de Simeiz en Crimea.
Está nombrado en honor Natalia Serguéievna Yakhontova, miembro del Instituto de Astronomía Teórica de San Petersburgo.